# Bailamos Greatest Hits
Bailamos Greatest Hits es el primer álbum de grandes éxitos de Enrique Iglesias y el cuarto en general. El álbum fue lanzado por Fonovisa Records después de que Iglesias los hubiera abandonado y firmara contrato con Interscope Records, que de inmediato demandó a Fonovisa por usar la canción «Bailamos». A pesar del título de grandes éxitos, el álbum no incluye temas lanzados como sencillos, con la excepción de «Nunca te olvidaré» y «Esperanza», que fueron éxitos de Iglesias, pero fueron incluidos aquí como remixes. También incluye la versión en inglés de «Sólo en tí».
A pesar de no ser autorizado por Iglesias y sus representantes el álbum tuvo buenas ventas y se convirtió en disco de oro en los Estados Unidos y vendió más de un millón de copias en el mundo. El álbum fue lanzado en el período en que Iglesias estuvo grabando su primer álbum en inglés, y se especuló que muchas personas que compraron el álbum pensaron erróneamente que este era su álbum en inglés -un error entendible dado que el álbum compartía su título principal con el éxito de crossover-.
El álbum no contribuye al registro oficial de ventas de Iglesias y es considerado apócrifo por algunos fanes. No mucho tiempo después de esta publicación, Fonovisa Records lanzó su propio álbum recopilatorio, titulado The Best Hits.

## Lista de canciones
| N.º | Título                           | Escritor(es)                       | Duración |  |
| 1.  | «Bailamos» (Groove Brothers Mix) | Paul Barry, Mark Taylor            | 3:25     |  |
| 2.  | «Si juras regresar»              | Rafael Pérez Botija                | 4:22     |  |
| 3.  | «Tu vacío»                       | Rafael Pérez Botija                | 3:55     |  |
| 4.  | «El muro»                        | Rafael Pérez Botija                | 4:17     |  |
| 5.  | «Falta tanto amor»               | Enrique Iglesias, Roberto Morales  | 3:54     |  |
| 6.  | «Esperanza» (Radio Mix)          | Enrique Iglesias, García-Alonso    | 3:09     |  |
| 7.  | «Only You»                       | Enrique Iglesias, Vince Clarke     | 3:30     |  |
| 8.  | «Inalcanzable»                   | Enrique Iglesias · Roberto Morales | 3:34     |  |
| 9.  | «Viviré y moriré»                | Enrique Iglesias                   | 4:05     |  |
| 10. | «Nunca te olvidaré» (Radio Mix)  | Enrique Iglesias                   | 3:10     |  |